# Demografía de la India
La India es el país más poblado del mundo, después le sigue China. Posee una natalidad anual aproximada de 15 millones.
Los diversos orígenes poblacionales y culturales de la población de la India están ligados a aquellos de otros pueblos del subcontinente indio, que incluye a los habitantes de Pakistán, Bangladés, Nepal, Bután y Sri Lanka, así como otros más lejanos. Los orígenes exactos de la mayor parte de los pueblos indios son difíciles de determinar a causa de la gran variedad de poblaciones y culturas que han invadido y han sido asimiladas en el subcontinente. 
No obstante, según la antropología tradicional, los elementos de tres grandes grupos poblacionales (los caucásicos, los australoides y los asiáticos del este) se pueden encontrar en la India actual. A veces, la geografía y el medio ambiente han animado a mezclarse a olas sucesivas de emigrantes con los pueblos indígenas. Sin embargo, los factores medioambientales e históricos también han favorecido la coexistencia en la India de muchos pueblos con características físicas y culturales distintas; esto también se refleja en la diversidad lingüística de la India; el país tiene 15 grandes idiomas y más de 1000 dialectos. Más o menos el 7% del total de la población pertenece a las más de 300 tribus certificadas

## Población

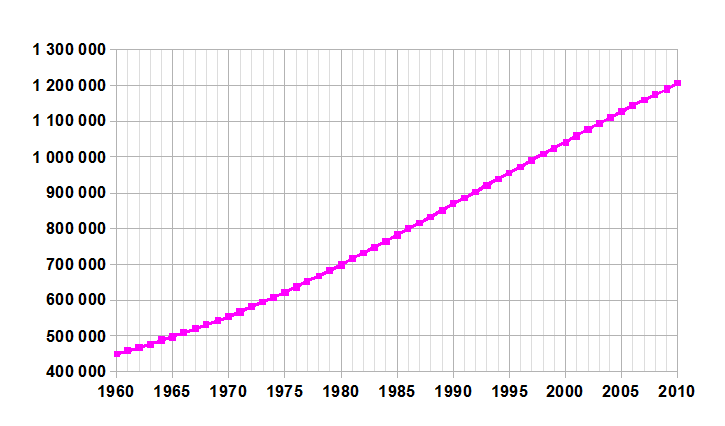
Evolución demográfica de la India.

### Población actual
1 428 627 700 habitantes (2023 est.)

## Lingüística
En la India se hablan más de (más o menos) 2000 idiomas o dialectos, comprendidos en 15 grandes grupos. La constitución estipula que el hindi (hablado por el 30% de la población) es el idioma oficial del país, mientras el inglés es un idioma asociado a los asuntos administrativos. No obstante, el dominio oficial del hindi es inaceptable para estados como Tamil Nadu en el sur (véase también Idiomas de la India y Lenguas indoarias).
Distribución:
- Indoarios 67%
- Dravidianos 30%
- Otros 3%

### Idiomas
La constitución también reconoce 18 idiomas regionales oficiales, de los cuales los más extendidos son el bengalí, el támil, el télugu, el marathi, urdu y guyaratí.
- Idiomas oficiales (18): El inglés es el más importante. Además, el bengalí (oficial), el télugu (oficial), el maratí (oficial), el támil (oficial), el urdu (oficial), el guyaratí (oficial), el malabar (oficial), el canarés (oficial), el oriya (oficial), el panyabí (oficial), el asamés (oficial), el cachemir (oficial), el hindi (oficial), el sánscrito (oficial, lengua muerta), el hindostaní, una variante del hindú/urdu, está muy extendido en el norte de la India.
- Otros idiomas oficiales: francés y támil en Pondicherry, Karaikal, Yanam y Mahé.
- No oficial: varios dialectos, incluido el portugués en Goa, Damán y Diu.

Nota: hay 24 idiomas hablados por millones de personas, aparte de otros muchos dialectos ininteligibles para personas de otras zonas de India.

## Religiones
Los grandes grupos religiosos de la India son el hinduismo (83%), el islam (11%), el cristianismo (2%) y los sijs (2%). Otras importantes minorías religiosas son budismo, jainismo y parsis. El crecimiento del nacionalismo religioso y del fundamentalismo en la India durante la década de 1980 y 1990 ha hecho crecer las tensiones políticas y sociales en algunas áreas, como por ejemplo las revueltas de 1992 y 1993 en Panyab. Según otras fuentes:
- Hindú 80 %,
- Musulmanes 14 %,
- Cristianos 2,4 %,
- Sijs 2 %,
- Budistas 0,7 %,
- Jains 0,5 %,
- Otros 0,4 %

## Ciudades
Lista de ciudades de India con más de un millón de habitantes en el censo de 2001.
| Número | Ciudad                | Estado o territorio |
| 1      | Grand Mumbai (Bombay) | Maharashtra         |
| 2      | Grand Delhi           | Delhi               |
| 3      | Calcuta               | Bengala Occidental  |
| 4      | Bangalore             | Karnataka           |
| 5      | Madrás                | Tamil Nadu          |
| 6      | Ahmedabad             | Guyarat             |
| 7      | Hyderabad             | Andhra Pradesh      |
| 8      | Pune                  | Maharashtra         |
| 9      | Kanpur                | Uttar Pradesh       |
| 10     | Surat                 | Guyarat             |
| 11     | Yaipur                | Rayastán            |
| 12     | Lucknow               | Uttar Pradesh       |
| 13     | Nagpur                | Maharashtra         |
| 14     | Indore                | Madhya Pradesh      |
| 15     | Bhopal                | Madhya Pradesh      |
| 16     | Ludhiāna              | Panyab              |
| 17     | Patna                 | Bihar               |
| 18     | Vadodara              | Guyarat             |
| 19     | Thane                 | Maharashtra         |
| 20     | Agra                  | Uttar Pradesh       |
| 21     | Kalyan-Dombivli       | Maharashtra         |
| 22     | Benarés               | Uttar Pradesh       |
| 23     | Nasik                 | Maharashtra         |
| 24     | Meerut                | Uttar Pradesh       |
| 25     | Faridabad             | Haryana             |
| 26     | Haora                 | Bengala Occidental  |
| 27     | Pimprichinchwad       | Maharashtra         |

## Población

### Evolución de la población
- En el 250 a. C. eran 50 millones (incluyéndose los territorios de los actuales Pakistán y Bangladés).
- En el año 100 d. C. eran 75 millones en todo el subcontinente.
- En 1500 eran cerca de 90 millones (además hay otros 10 millones en Pakistán y 11 millones en Bangladés).
- En 1600 eran 120 millones.
- En 1700 eran 145 millones.
- En 1800 eran unos 180 millones (se incluyen los países vecinos de Pakistán y Bangladés; crecimiento debido a la paz y unidad política del país).
- En 1948 eran 400 millones de hindus y 100 millones de musulmanes (se incluye a Pakistán y Bangladés).
- En 2019 son 1.369.549.001 exactamente

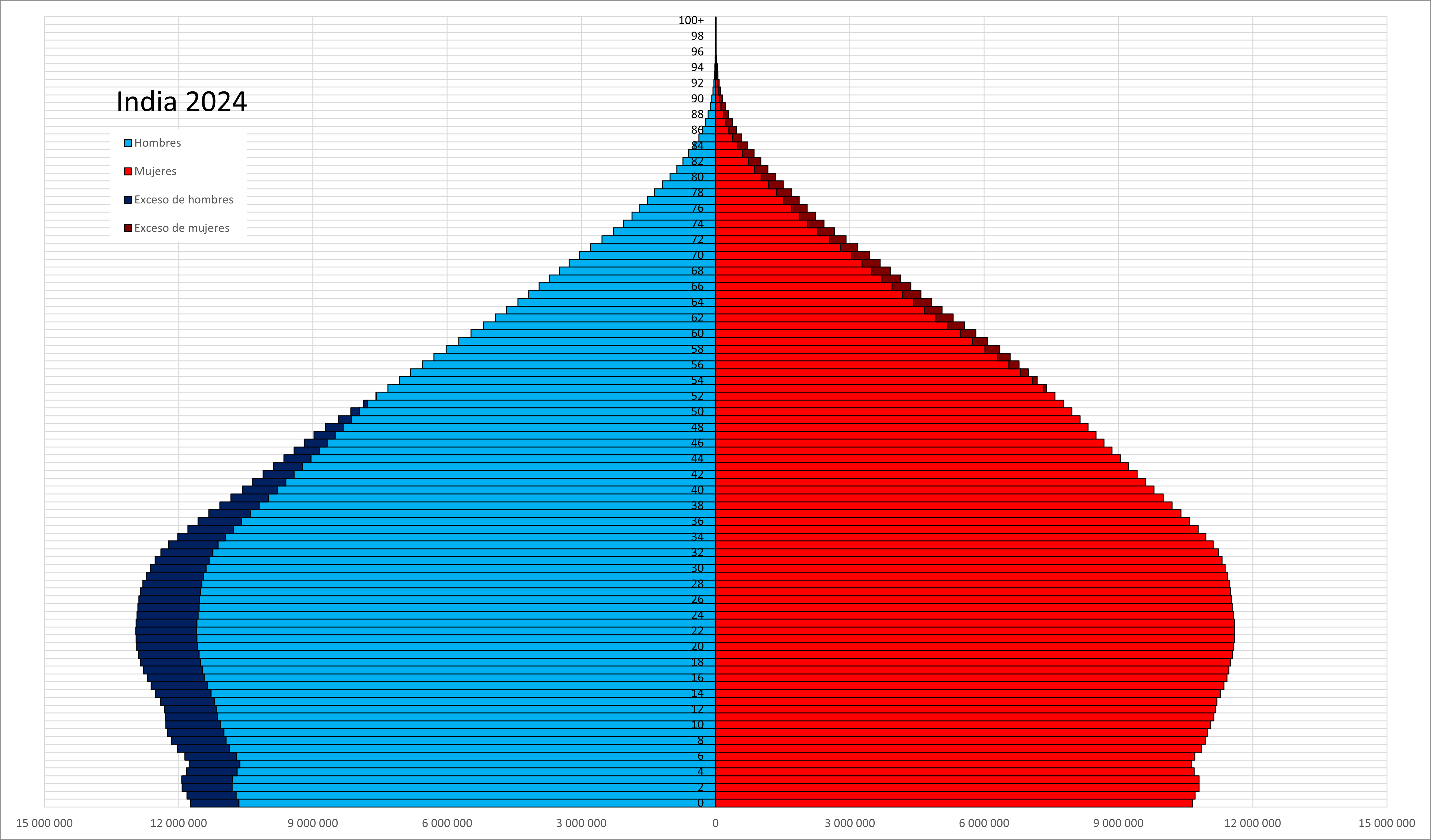
Pirámide poblacional de India en 2024

### Porcentaje entre hombres y mujeres
- Al nacimiento: 1,13 hombres/mujeres
- Todas las edades: 1,7 hombres/mujeres

### Esperanza de vida
- Hombres: 64 años[2]
- Mujeres: 68 años

## Composición étnica
La India se caracteriza por su diversidad étnica, algunos de los principales grupos étnicos son:

### Australoides: Drávidas
Los drávidas provienen de la vertiente mediterránea y se cree que fueron uno de los primeros
visitantes de la India. Se le atribuye la creación de la civilización del valle del Indo. Con el tiempo se fueron desplazando hacia al sur del país y se establecieron allí permanentemente.

### Mongoloides
Los mongoloides se establecieron en la región nordeste del país, en las altas cordilleras. Se les puede atribuir el mérito de haber allanado el camino para la población actual de lugares como Sikkim, Ladakh, Assam, Nagaland, Mizoram, Meghalaya, Arunachal Pradesh, Manipur y Tripura. Los mongoloides se caracterizan por una tez amarillenta, piel pálida, ojos pequeños y oblicuos, pómulos altos, estatura media y pelo fino.

### Negros
Se cree que proceden de África, también fueron uno de los primeros pueblos que colonizaron la India.
Aunque no irrumpieron en las zonas más profundas del país, sí se asentaron en lugares como las islas de Andamán, Nicobar y en algunas partes del sur de la India. Sobrevivieron en ese hábitat original y todavía conservan su modo de vida tradicional.

### Arios
Los arios eran al parecer los últimos en llegar a la India. Ellos adquirieron la mayoría de
las regiones del norte del país después de alejar a los drávidas hacia el sur. Se
caracterizaban por su aspecto robusto y la piel blanca[cita requerida]. Se pueden atribuir a la mayoría de la
población de la India, en el centro y norte del país.

### Proto - australoides o Austrics
El australoides Proto se acredita haber sentado las bases reales de la civilización de la
India. Llegaron al país inmediatamente después de los negros. Se caracterizan por su piel
morena, cabeza larga, pelo negro y abundante, la frente baja, ojos prominentes, nariz
chata, las mandíbulas anchas, etc. Se establecieron en el centro y la parte
oriental del país.

### Occidental Brachycephals
El Brachycephals occidentales incluye grupos étnicos como Alpinoids, Dinarics, Armenoids,
Parsis y Kodavas. El pueblo se caracteriza por rasgos como la frente amplia, piel morena,
rasgos afilados, etc. ocuparon el lado occidental del país y se puede llamar las bases para el
día de hoy la gente en los estados de Guyarat, Maharashtra, Karnataka y Tamil Nadu.

### Alfabetismo
Leen y escriben con más de 15 años:
- De la población total: 61 %
- Hombres: 65.5 %
- Mujeres: 72.11 %

## Educación
La antigua India era una sociedad con un considerable desarrollo educativo. Sus centros educativos atraían a numerosos estudiantes de otros lugares de Asia, sobre todo chinos, que venían a estudiar las enseñanzas de Buddha en algunas de las primeras escuelas como Nalanda, que se fundó en el siglo VI a. C. La India también extendió su influencia educativa al enviar a sus maestros a enseñar a otros lugares de Asia.
Sin embargo, desde el siglo XIII en adelante, primero bajo el control musulmán y después bajo el gobierno británico, la contribución original de los indios a la educación se redujo y con ella la aplicación de métodos educativos más novedosos.
En el siglo XX Gopal Krishna Gokhale, Mahatma Gandhi y Rabindranath Tagore recibieron reconocimiento internacional por las contribuciones educativas a su país.
Gokhale fue uno de los primeros dirigentes nacionalistas y en 1911 introdujo un proyecto de ley en el Parlamento cuya meta era la educación primaria gratuita y obligatoria.
Gandhi, influido por Gokhale, puso en práctica programas básicos de alfabetización y de mejora de las comunidades. En 1901 Tagore, uno de los más grandes poetas de la India moderna, fundó una escuela experimental en Santinikétan, 160 km al norte de Calcuta, que tomaba como modelo el antiguo tapovana indio (‘anacoreta de la selva’); pretendía combinar lo mejor de las culturas occidental e india. En 1921 la escuela se convirtió en la Universidad Visva-Bharati y atrajo a estudiantes de todo el mundo.

## Cultura
La India es un país secular (no clerical), que siempre ha tenido muchas religiones y grupos religiosos. No obstante, la mayoría de los indios actuales son hindúes y esto se refleja en numerosos aspectos de la cultura compartida a lo largo del país. El hinduismo, a lo largo de los siglos, ha absorbido y desarrollado un gran número de filosofías diferentes; desde el filosófico Adweita de Shánkar hasta la devoción del movimiento Bhakti.
La coexistencia de creencias minoritarias con la fe mayoritaria del hinduismo no ha sido siempre pacífica; las tensiones entre los hindúes y los musulmanes, y entre los hindúes y los sijs (a menudo animadas por motivos diferentes a los religiosos) han dado lugar a numerosos y cruentos conflictos. Las demandas del movimiento Rāma-Janma-Bhûmi (lugar de nacimiento del dios Râma) para la construcción de un templo hindú en lo que declaraban que era el lugar de nacimiento de Rāma en Ayodhya acabaron en un conflicto en 1992, con la destrucción por parte de la muchedumbre del Babri Masjid (una mezquita musulmana que según ellos había sido construida después de la destrucción del templo anterior) y han dado lugar a un importante apoyo popular. Este tipo de hechos suponen una gran amenaza para el futuro del secularismo en la India. El fundamentalismo hindú reciente (una contradicción en los términos, pues el hinduismo no tiene fundamentos definidos) es un esfuerzo por fraguar una cultura nacional singular sobre líneas religiosas desde unas tradiciones diversas. Los medios de comunicación y en concreto el amplio acceso a la televisión y a sus poderosos mensajes culturales han facilitado la extensión e inculcación de tales ideas.

## Economía
La India tiene una economía mixta en la cual tanto el gobierno central como los del estado desempeñan un importante papel como reguladores y planificadores a través de la propiedad de empresas públicas. El compromiso a gran escala del gobierno en la economía comenzó en la década de 1950 como un reflejo del nacionalismo y del socialismo del primer gobierno tras la independencia, dirigido por Sri Pandit Jawaharlal Nehru, con el fin de acelerar el desarrollo económico y el crecimiento para alcanzar así las necesidades de la población de la India que crecía con rapidez. El primero de los planes quinquenales de la India se inició en 1951. Durante las siguientes décadas el estado se ocupó de ciertos sectores clave e hizo grandes inversiones en otros, mientras que el sector privado estaba sujeto a una amplia variedad de controles estatales. Se crearon aranceles y otras barreras para proteger las industrias nacionales y se iniciaron diferentes programas de reforma agraria.
En general los resultados fueron positivos, en especial cuando se comparan con los de otros muchos países en vías de desarrollo. El crecimiento económico, excepto en momentos de fuerte sequía como en 1979 y en 1987, fue constante; entre 1965 y 1980 tuvo una media del 3,6% anual en términos reales (es decir, después de tener en cuenta el crecimiento de la población) y más del 5% anual durante la década de 1980. Por lo general se pudieron mantener bajas la inflación y la deuda nacional. La producción agrícola creció de una manera significativa y el fantasma de hambruna masiva desapareció. Se pusieron las bases de un estado industrial moderno; la India es el noveno mayor productor mundial de acero. En 1997 el producto interior bruto de la India fue de 381.566 millones de dólares (según estimaciones del Banco Mundial), lo cual suponía unos ingresos per cápita de tan solo 400 dólares. Sin embargo, los niveles de crecimiento eran aún demasiado bajos para tener más que un impacto marginal en los ingresos de la mayoría de los indios. Además, todavía el 21% de la población sufría malnutrición en el periodo 1990-1992, y el acceso a agua limpia y a instalaciones sanitarias aún estaba limitado a una minoría insignificante de la población.

## Gobierno
La República de la India está gobernada de acuerdo con lo establecido en la Constitución adoptada en 1949 y enmendada varias veces desde entonces. Incorpora distintas características de los sistemas constitucionales del Reino Unido, Estados Unidos y otras democracias occidentales.
De acuerdo con la Constitución, la India es una república democrática soberana de la Commonwealth. El gobierno tiene una estructura federal y la India es una unión de estados y territorios unidos y administrados de manera centralizada. En la actualidad existen 25 estados y 7 territorios unidos.